# Макгоуэн, Джон Джозеф
Джон Джо́зеф Макго́уэн (англ. John Joseph McGowan; род. 3 октября 1962, Нью-Йорк, Нью-Йорк), более известен под артистическим псевдонимом Джон Джозеф — американский панк-рок певец из Нью-Йорка, получивший наибольшую известность как вокалист группы Cro-Mags. В разное время выступал в составе групп Mode of Ignorance, Both Worlds и Fearless Vampire Killers. Джон Джозеф также выступает под псевдонимом Bloodclot.

## Биография
Джон Джозеф родился в городе Нью-Йорке. В раннем детстве, вместе со своим младшим братом, он был отдан государством под опеку итальянской семьи. В 14 лет Джон убежал из дома и жил на улицах Нью-Йорка. Главным вокалистом Cro-Mags он стал вскоре после основания группы. В 1987 году он покинул группу, но в начале 1990-х годов вернулся в её ряды. Однако, конфликт с Харли Флэнаганом сделал совместную работу невозможной. Джон Джозеф спел на первом, третьем и четвёртом альбомах группы (The Age of Quarrel, Alpha Omega и Near Death Experience).
Джон Джозеф является одним из участников документального фильма American Hardcore.

## Вегетарианский и веганский активизм
В 2010 году вышла книга Джона Джозефа Meat is for Pussies («Мясо для слабаков»), посвящённая теме вегетарианского питания и здорового образа жизни. В одном из интервью, Джон Джозеф признался, что ведёт «вегетарианский образ жизни без мяса, рыбы и яиц почти тридцать лет» и отметил: «недавно, в последние несколько лет я увидел как многие из моих друзей и члены семьи умирали от рака и тому подобного. Это должно прекратиться! Большинство этих смертей связаны с диетой — с тем, что глотают люди. Они просто не знают, что на самом деле содержится в еде, которую они едят… Измени то, что ты вкладываешь в свой организм. Это повлияет не только на твое тело, но и разум. Мир меняется. Ты можешь либо оставаться в прошлом, либо идти в ногу со временем. Ты можешь выбрать: болеть тебе или быть здоровым».

## The Evolution of a Cro-Magnon
В 2007 году вышла в свет автобиография Джона Джозефа — The Evolution of a Cro-Magnon — в которой он описывает своё трудное детство, музыкальную карьеру и свою жизнь как монаха-кришнаита в начале 1980-х годов.